# Barbados na Letnich Igrzyskach Paraolimpijskich 2012
Barbados na Letnich Igrzyskach Paraolimpijskich 2012 w Londynie reprezentował 1 zawodnik.
Dla reprezentacji Barbadosu był to czwarty start w igrzyskach paraolimpijskich (poprzednio w 2000, 2004, oraz 2008 roku). Dotychczas żaden zawodnik nie zdobył paraolimpijskiego medalu.

## Kadra

### Pływanie
Mężczyźni
| Zawodnik     | Konkurencja             | Kwalifikacje | Kwalifikacje | Finał                  | Finał                  |
| Zawodnik     | Konkurencja             | Czas         | Poz.         | Czas                   | Poz.                   |
| ------------ | ----------------------- | ------------ | ------------ | ---------------------- | ---------------------- |
| David Taylor | 50m st. dowolnym S9     | 46.38        | 16           | Nie zakwalifikował się | Nie zakwalifikował się |
| David Taylor | 100m st. klasycznym SB8 | 2:30.17      | 21           | Nie zakwalifikował się | Nie zakwalifikował się |